# Xie Peiling
Xie Peiling (en chino: 谢佩玲; 30 de enero de 2010) es una deportista china que compite en saltos de plataforma. Ganó dos medallas en el Campeonato Mundial de Natación de 2025, oro en plataforma 10 m sincro mixto y bronce en plataforma 10 m.

## Palmarés internacional
| Campeonato Mundial | Campeonato Mundial  | Campeonato Mundial | Campeonato Mundial           |
| Año                | Lugar               | Medalla            | Prueba                       |
| ------------------ | ------------------- | ------------------ | ---------------------------- |
| 2025               | Singapur (Singapur) | Medalla de oro     | Plataforma 10 m sincro mixto |
| 2025               | Singapur (Singapur) | Medalla de bronce  | Plataforma 10 m              |